# Bruno Sotty
Bruno Sotty (ur. 1 listopada 1949 roku) – francuski kierowca wyścigowy.

## Kariera
Sotty rozpoczął karierę w międzynarodowych wyścigach samochodowych w 1980 roku od startów w World Challenge for Endurance Drivers, gdzie jednak nie zdobywał punktów. W ym samym roku zwyciężył w klasie S 2.0 24-godzinnego wyścigu Le Mans. W późniejszych latach Francuz pojawiał się także w stawce World Championship for Drivers and Makes, FIA World Endurance Championship, European Endurance Championship oraz World Sports-Prototype Championship.